# Isabelle Carrier
Isabelle Carrier (née en 1964) est une auteure, graphiste et illustratrice française, dans le domaine de la littérature jeunesse.

## Biographie
Isabelle Carrier est née dans l'Isère en 1964. Elle grandit en partie en Amérique du Nord. Elle suit une formation dans l''illustration à l'École des Arts Décoratifs de Strasbourg. Elle travaille d'abord dans la presse et la publicité. Puis elle commence à illustrer les livres qu'elle crée à destination des enfants. Elle vit dans la région grenobloise. Elle est l'épouse de Jérôme Ruillier, lui aussi auteur-illustrateur,.

## Œuvres
Elle a participé à de nombreuses œuvres,, dont :

### Auteure et illustratrice
- Sacha en bateau (1994)
- Sacha le chat sorcier (1996)
- 1, 2, 3, couleurs (1996)
- Mais où sont passés mes rennes ? (1998)
- Abraham (1999)
- À l'endroit, à l'envers (1999)
- Un petit quoi ? (2002)
- La promenade de Ninon (2003)
- Marie est partie (2004)
- Pirouette cacahouète (2004)
- Papa-loup (2004)
- La petite casserole d'Anatole (2009)
- Grey is pretty, colors (2010)
- Higher than the clouds, shapes (2010)
- 1, 2, 3, splash !, numbers (2010)
- Les giboulées de Mam'zelle Suzon (2011)
- La petite mauvaise humeur (2012)

### Illustratrice
- Le fantôme du HLM, Natalie Zimmermann, Nathan, 1992
- Joseph Merlin, inventeur, Claude Clément, Épigones, 1993
- Bienvenue dans mon arbre, Catherine de Lasa, FP jeunesse, 1994
- Sacha le chat, Stéphan Levy-Kuentz, Épigones, 1994
- Sacha et le cerf-volant, Stéphan Levy-Kuentz, Épigones, 1994
- Les Toupapahous, Catherine Nesi ; Épigones, 1994
- Sacha, Stéphan Levy-Kuentz, Épigones, 1995
- Ta parole est un trésor, La diffusion du catéchisme-Lyon, Tardy, 1994
- Le renard et la cigogne, une fable de Jean de La Fontaine ; Bilboquet, 2005
- Le corbeau et le renard, une fable de Jean de La Fontaine ; Bilboquet, 2005
- Le lièvre et la tortue, une fable de Jean de La Fontaine ; Bilboquet, 2006
- Le loup et le chien, une fable de Jean de La Fontaine ; Bilboquet, 2008
- Derrière le mur, Elsa Valentin, Alice jeunesse, 2010
- De l'autre côté, Laurence Fugier ; Alice jeunesse, 2013

### Adapté en film d'animation
- La Petite Casserole d'Anatole, Court métrage de Éric Montchaud, 2014[6]

## Prix et distinctions
- Prix Sorcières 2010[7], catégorie Album, pour La petite casserole d'Anatole (Bilboquet)